# 勒科塞
勒科塞（法語：Le Causé，法語發音：[lə koze]）是法国奥克西塔尼大区塔恩-加龙省的一个市镇，属于卡斯泰尔萨拉桑区。

## 地理
勒科塞（43°48'6"N, 0°58'11"E）面积9.32 平方千米，位于法国奧克西塔尼大區塔恩-加龙省，该省份为法国西南部内陆省份，北起顺时针与洛特省、阿韦龙省、塔恩省、上加龙省、热尔省和洛特-加龙省接壤。
与勒科塞接壤的市镇（或旧市镇、城区）包括：福多阿斯、布里涅蒙、卡巴纳克-塞冈维尔、加列斯、戈阿、莫贝克。

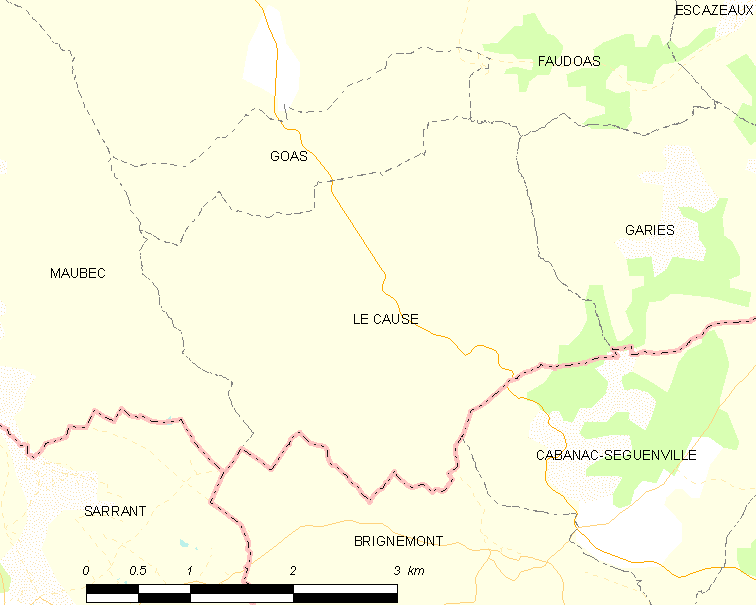
勒科塞的OSM定位图

勒科塞的时区为UTC+01:00、UTC+02:00（夏令时）。

## 行政
勒科塞的邮政编码为82500，INSEE市镇编码为82036。

## 政治
勒科塞所属的省级选区为博蒙德洛马涅县。

## 人口

1962-2008年间勒科塞人口变化图示

勒科塞于2022年1月1日时的人口数量为131人。